# سيرج بوشارد
سيرج بوشارد هو مقدم برامج إذاعية وكاتب كندي، ولد في 27 يوليو 1947 في مونتريال في كندا.

## وصلات خارجية
- سيرج بوشارد على موقع IMDb (الإنجليزية)
- سيرج بوشارد على موقع ميوزك برينز (الإنجليزية)
- سيرج بوشارد على موقع قاعدة بيانات الفيلم (الإنجليزية)